# میر محمد صدیق فرهنگ
میرمحمدصدیق فرهنگ (متولد: ۱۲۹۴ در کابل؛ درگذشت:۱۳۶۹ در واشینگتن) تاریخ‌دان و مؤلف دو جلد تاریخ «افغانستان در پنج قرن اخیر» بود. وی فرزند سید حبیب‌خان در سال ۱۲۹۴ خورشیدی در کابل، افغانستان به دنیا آمد. تحصیلات ابتدایی و متوسطه را در کابل زادگاهش بپایان رسانید.
فرهنگ از اعضای دائمی دائرةالمعارف آریانا بود. دربارهٔ مسائل افغانستان مقالاتی برای دانشنامه بریتانیکا و لاروس فرانسه می‌نوشت. آثارش بیشتر در حوزه تحقیقات تاریخی است.
میرمحمدصدیق فرهنگ در سال‌های آخر زندگی به ایالات متحده آمریکا مهاجرت کرد و در سال ۱۳۶۹ در آنجا درگذشت.
فرزند وی محمدامین فرهنگ، مدتی در سمت پروفسوری در دانشگاه رور بوخوم آلمان به تدریس می‌پرداخت. وی پس از سقوط طالبان در ۲۰۰۱ به عنوان وزیر بازسازی افغانستان تعیین شد.

## آثار
1. صفاریان. کابل، ۱۳۳۴ ه‍.ش
2. مسئله افغانستان؛ از ۱۸۴۱ – ۱۸۸۵ ترجمه از آثار دیوک آف آرگایل. کابل، بی تا
3. منطق و فلسفه علوم؛ ترجمه از آثار فرانسوا گریگور. کابل، ۱۳۴۰ ه‍.ش
4. تسوید قوانین. ترجمه از آثار رید دکرسن. کابل، ۱۳۴۰ ه‍.ش
5. مسئله پشتونستان. کابل، بی تا
6. افغانستان در پنج قرن اخیر. آمریکا، ۱۳۶۷ ه‍. ش.